# 黏土人

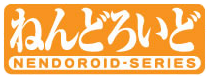
黏土人系列標誌

「黏土人」模型系列是Good Smile Company於2006年推出的一系列超級變形（SD）版角色模型的商品總稱，頭身比約為2.5～3頭身，四肢可動的人形以強調角色的可愛特性為重點。此系列的標誌性重點設計是，玩家基本上可以混搭包括臉部表情在內不同角色的部件。

## 小黏土人
高度只有6-8厘米的小型人形，大小約為黏土人的一半，其頭髮、表情、手腳為可拆設計。除了一般成套作為盒蛋系列推出，亦會以盒裝形式成套出售。除此之外，部份小黏土人亦作為其他商品附属品推出。

## 黏土人換裝系列
黏土人換裝系列 （日语：ねんどろいどこ～で）是2015年公佈的系列商品，人形由头部、上衣、下裳、鞋4大部分形成，這些部件可以和原黏土人模型系列通用，但四肢是不可動的。

## 場景系列
分為A、B場景，可將兩者合為一個場景。內裡大小可放約10個黏土人。
- 教室
- 和室
- 文化祭
- 洋館
- 家庭餐廳

## 特別生產品
特大黏土人 瑪琳
「特大黏土人 瑪琳」全長約90cm、重7kg，是日本彈珠機店舖推廣《海物語》彈珠機用的展示品，2014年10月三洋物產在其官方網店「海物屋」限定販賣。